# Krzysztof Paluszek
Krzysztof Paluszek (ur. 13 października 1965 w Dzierżoniowie) – polski trener piłkarski z licencją UEFA A oraz licencją UEFA A Elite Youth. Autorytet w dziedzinie szkolenia piłkarskiego, swojej karierze pracował również jako dyrektor dwóch dużych akademii piłkarskich – Zagłębia Lubin (2015-2019) i Śląska Wrocław (2019-2023), a także jako dyrektor sportowy klubu ekstraklasy – najwyższej klasy rozgrywkowej w Polsce (Śląsk Wrocław, 2009-2012). Autor wielu książek na temat szkolenia piłkarskiej młodzieży. Obecnie wiceprzewodniczący Komisji Technicznej Polskiego Związku Piłki Nożnej i wiceprezes ds. szkolenia oraz członek zarządu Dolnośląskiego Związku Piłki Nożnej (funkcje społeczne). Ojciec reprezentantki Polski w pływaniu, wielokrotnej rekordzistki i medalistki w tej dyscyplinie, absolwentki Virginia Polytechnic Institute and State University – Weroniki Paluszek oraz piłkarza Śląska Wrocław (wcześniej Górnika Zabrze, Skry Częstochowa i słowackiego FK Pohronie) i młodzieżowego reprezentanta Polski – Aleksandra Paluszka.

## Doświadczenie zawodowe

### Polski Związek Piłki Nożnej
Pracę w PZPN rozpoczął w 1995 roku jako trener kadry do lat 15. Przez kolejne lata prowadził reprezentację U16, U17 oraz U18 (każdorazowo pracując z zawodnikami urodzonymi w 1981 roku). W 2000 roku został II trenerem Reprezentacji Polski Olimpijskiej (trener główny – Edward Klejndinst), z którą pracował do 2003 roku. Następnie był II trenerem Reprezentacji Polski B (trener główny – Edward Klejndinst), a w latach 2004–2006 był w sztabie pierwszej reprezentacji Polski podczas eliminacji i turnieju finałowego mistrzostw świata 2006 w Niemczech (trenerem był wówczas Paweł Janas). W 2019 roku został włączony do sztabu reprezentacji Polski U21 trenera Czesława Michniewicza, która grała na Młodzieżowych Mistrzostwach Europy.

Od 2006 roku pełni funkcję Członka Wydziału Szkolenia i Komisji Technicznej PZPN, a od 2021 roku jest wiceprzewodniczącym tej komisji. Jest również Trenerem Edukatorem PZPN (kursy UEFA A, B, C).

### Dolnośląski Związek Piłki Nożnej we Wrocławiu
Pracę w Dolnośląskim Związku Piłki Nożnej rozpoczął w 1992 roku jako trener Reprezentacji Okręgowego Związku Piłki Nożnej we Wrocławiu. W tym czasie był także trenerem Reprezentacji Makroregionu Dolnośląskiego Związku Piłki Nożnej we Wrocławiu oraz członek Komisji Młodzieżowej Okręgowego Związku Piłki Nożnej we Wrocławiu i członkiem Komisji Futsalu Dolnośląskiego Związku Piłki Nożnej we Wrocławiu. Od 2006 roku Przewodniczący Wydziału Szkolenia DolZPN i wiceprezes ds. Szkolenia DolZPN oraz członek Zarządu DolZPN. Ponadto w latach 1990–2005 zajmował się kształceniem menadżerów, instruktorów piłki nożnej i trenerów UEFA A, Elite, B, C.

### Kluby Sportowe
Pracę trenerską rozpoczął w MKP Wratislavia Wrocław w 1988 roku, gdzie kolejno trenował orlików, trampkarzy młodszych, trampkarzy starszych, juniorów młodszych, juniorów starszych, a także był trenerem koordynatorem całego klubu (do 1996 roku). W 1995 roku został wicedyrektorem ds. sportowych oraz trenerem w Szkole Mistrzostwa Sportowego Sport Contant we Wrocławiu, a funkcję tę pełnił do 1998 roku. W 2000 roku podjął pracę w Śląsku Wrocław, gdzie był trenerem koordynatorem młodzieży, a także II trenerem pierwszego zespołu Śląska (w sztabie trenerów Mariana Putyry i Petra Nemca) oraz I trenerem rezerw.
W 2005 roku dołączył do Zagłębia Lubin, gdzie także był trenerem koordynatorem młodzieży oraz asystentem w sztabie I drużyny (trenerzy Edward Klejdinst, Czesław Michniewicz, Rafał Ulatowski i Dariusz Fornalak). W tym czasie zespół z Lubina został mistrzem Polski i grał w europejskich pucharach. Po czterech latach znów rozpoczął pracę w Śląsku Wrocław, a oprócz trenera koordynatora młodzieży był również dyrektorem sportowym (współpraca z trenerami Ryszardem Tarasiewiczem, Pawłem Barylskim, Orestem Lenczykiem i Stanislavem Levym). W stolicy Dolnego Śląska pracował do 2013 roku, a w tym czasie klub zdobył mistrzostwo Polski oraz srebrny i brązowy medal ekstraklasy, a także Superpuchar Polski. Młodzieżowy zespół Śląska dwukrotnie zajął trzecie miejsce w Młodej Ekstraklasie.
2015 rok to kolejny powrót do Zagłębia Lubin, gdzie tym razem został dyrektorem Akademii Piłkarskiej. Podczas czteroletniej pracy współpracował z trenerami Piotrem Stokowcem, Mariuszem Lewandowskim i Benem van Daelem. Następnie znów trafił do Śląska Wrocław, gdzie jako dyrektor ds. rozwoju sportowego stanął na czele Akademii Piłkarskiej Śląska Wrocław. Do 2023 roku współpracował z trenerami pierwszego męskiego zespołu – Vitezslavem Lavicką, Jackiem Magierą, Piotrem Tworkiem i Ivanem Djurdjeviciem oraz trenerem zespołu kobiet – Piotrem Jagiełą. Kobiecy Śląsk w tym czasie zdobył mistrzostwo Polski juniorek (2023) oraz grał w finale Pucharu Polski Kobiet (2022), a męska drużyna U15 zdobyła złote medale Centralnej Ligi Juniorów.
W latach 1989–2015 kształcił także trenerów na Akademii Wychowania Fizycznego we Wrocławiu.
W swojej karierze trenerskiej odbywał liczne staże międzynarodowe – m.in. w Benfice Lizbona, Ajaksie Amsterdam, Vitesse Arhnem, Feyenoordzie Rotterdam, ADO Den Haag, Sparcie Rotterdam, Herthcie Berlin, Hannoverze 96, Werderze Brema, TSG Hoffenheim, Bayerze 04 Leverkusen, RB Salzburg, MSK Żilina, Baniku Ostrava i Dinamie Zagrzeb.

## Wykształcenie
Akademia Wychowania Fizycznego we Wrocławiu

1985-1989 – Wydział Wychowania Fizycznego, Magister Wychowania Fizycznego (specjalizacja: Trener kl. II z dyscypliny piłka nożna)

1989-1991 – Wydział Rehabilitacji Ruchowej, Magister Rehabilitacji Ruchowej

1999 – doktor nauk o kulturze fizycznej
Główny Komitet Kultury Fizycznej i Sportu w Warszawie

1994 – trener kl. I z dyscypliny piłka nożna
Polski Związek Piłki Nożnej

2014 – Trener UEFA A

2015 – Trener UEFA A Elite Youth – nr licencji 2914

2017 – Double Pass: Master Class Academy Management

## Publikacje
Książkowe:

– Nowoczesne nauczanie gry w piłkę nożną (2003)

– Zarządzanie i kierowanie w grach sportowych (2003)

– Wybrane uwarunkowania współczesnej metodyki kształcenia uzdolnionego gracza (2006)

– Nauczanie gry w piłkę nożną – poradnik dla instruktorów (2008)

– Atlas środków doskonalących przyjęcia i podania piłki (2008)

– Taktyka atakowania i bronienia w systemie 1-4-4-2 (2009)

– Piłka nożna dla najmłodszych. Szkolenie piłkarskie na boiskach Orlik 2012 (2009)

– Trening pozycyjny w piłce nożnej (2010)

– Kompendium instruktora i trenera piłki nożnej (2010)

– Taktyka atakowania i bronienia w systemie 1-4-3-3 (2012)

– Kieszonkowy Asystent Trenera cz. 1 – Gry na utrzymanie (2013)

– Kieszonkowy Asystent Trenera cz. 2 – Doskonalenie ataku pozycyjnego (2013)

– Narodowy Model Gry – Polski Związek Piłki Nożnej (2016)

– Narodowy Model Gry – Suplement Trening Pozycyjny – Polski Związek Piłki Nożnej (2016)

– Narodowy Model Gry – Suplement 7x7 – Polski Związek Piłki Nożnej (2023)
Ponadto autor 39 referatów naukowych – publikacje odnotowane wyłącznie w bibliotekach naukowych.